# 소아마비
소아마비(小兒痲痺, polio, poliomyelitis 또는 infantile paralysis)는 폴리오바이러스에 의해 유발되는 질병이다. 0.5%의 경우 근육 약화의 결과로 수 시간에서 수일 내에 이완성 마비에 걸리게 된다. 주로 다리 근육이 마비되나 드물게 얼굴, 목, 횡격막이 마비되는 경우도 있다. 그러나 많은 사람들이 완치된다. 2~5%의 어린이와 15~30%의 성인이 근육 약화를 겪은 후 사망한다. 25%의 경우 미열이나 인후통 등 경미한 증상만 겪고 회복된다. 5%는 두통, 목 경직, 팔과 다리의 고통을 겪는다. 이런 경우는 1~2주 내로 정상으로 돌아온다. 증상을 보이지 않는 경우가 70%에 달한다. 회복으로부터 수 년 후 소아마비 초기 증상과 유사한 근육 약화 등이 나타나는 후소아마비 증후군이 찾아올 수 있다.
폴리오바이러스는 대변-구강 경로를 통해 주로 전파된다. 이보단 드문 경우지만 감염된 침에 의해 오염된 음식이나 음식을 통해 전염되기도 한다. 증상이 나타나지 않더라도 거의 6주 동안 바이러스를 퍼트리고 다닐 수 있다. 대변에서 바이러스를 검출하거나 혈액에서 항체를 검출함으로써 진단할 수 있다. 자연에서 사람만 감염된다.
소아마비 백신을 통해 예방할 수 있으나 여러 번 접종해야 효과가 있다. 미국 질병통제예방센터는 소아마비 유행국을 방문할 경우 소아마비 백신을 접종할 것을 권장하고 있다. 특별한 치료법은 존재하지 않는다. 1988년에 35만명이 자연에서 소아마비에 감염된 반면, 2018년에는 33명이 자연적으로, 104명이 백신으로부터 감염되어 그 빈도가 매우 낮아졌다. 2018년에 감염된 환자는 모두 아프가니스탄과 파키스탄에서 나왔다. 2019년에는 175명이 자연적으로, 364명이 백신으로 인해 감염되었다.
소아마비는 고대의 예술작품에서도 묘사될 만큼 오래된 질병이다. 영국인 의사 마이클 언더우드가 1789년에 처음으로 소아마비를 별개의 질병으로 분류하였으며, 바이러스는 오스트리아의 면역학자 카를 란트슈타이너가 처음으로 분리했다. 19세기 유럽과 미국에서 주요 유행병으로 나타나기 시작해 20세기에는 가장 대표적인 소아질환으로 분류되었다. 첫 번째 소아마비 백신은 조너스 소크가 1950년대에 개발하였다. 2013년에 세계보건기구는 초기 발견과 예방접종이 활발하게 이루어지고 있어 2018년에 근절될 것으로 예측하였다. 대한민국의 법정 감염병에서는 제2급 감염병으로 분류한다.

## 설명
심할 경우 생명을 잃고, 후유증으로 다리 등의 마비가 오기 때문에 소아마비 장애인들은 휠체어나 목발을 이용해야 한다. 소아가 흔히 걸렸으므로 소아마비라는 병명이 붙었다. 1950년대 개발된 이후 예방백신이 보급되면서, 2000년대 현재 발생률이 많이 떨어졌다. 신경계를 침범하는 바이러스 질환이다. 국제사회와 각국은 십여년 내, 어쩌면 몇년 내로 소아마비도 천연두처럼 뿌리뽑힐 것으로 기대하면서 소아마비의 박멸을 위해 노력하고 있다.

## 병리학

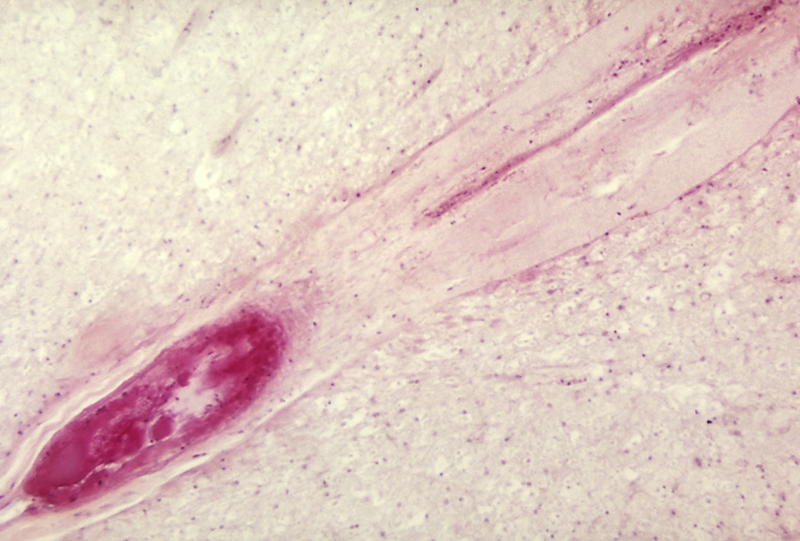
허리척수 전면부의 동맥에 소아마비로 인한 혈전이 발생했다.

폴리오바이러스는 입을 통해 신체로 침투하여 처음 만나는 세포인 인두와 위장관 점막을 감염시킨다. 바이러스 침입은 세포막에 있는 폴리오바이러스 수용체인 CD155에 결합함으로써 이루어진다. 이후 숙주 세포의 내부 소기관들을 통해 복제 및 조립을 하기 시작한다. 폴리오바이러스는 위장관에서 대략 일주일간 증식한 뒤 편도에 있는 배중심에 존재하는 여포성수상돌기세포로 전파하고, 이후 파이어판, 목심부림프절, 하부장간막 림프절의 M세포 등 위장관 주변 림프절에 감염되어 다시 증식한다. 이후 혈액으로 이동한다.
이처럼 바이러스가 혈액 속에 존재하는 경우를 바이러스혈증이라 하는데, 이로써 몸 구석구석으로 전파될 수 있다. 폴리오바이러스는 혈액과 림프액 등 순환계통에서 무려 17주까지 생존할 수 있다. 드문 경우지만 갈색지방, 단핵식세포 조직, 근육 등의 장소에서도 전파되어 증식할 수 있다. 이로써 바이러스혈증은 더욱 심각해지고, 인플루엔자와 유사한 증상도 나타나게 된다. 더욱 드문 경우지만 중추신경계통으로 침투한 바이러스가 염증반응을 일으켜 수막염을 국소적으로 유발할 수도 있는데, 대부분 비마비성 무균성 수막염(nonparalytic aseptic meningitis)의 형태로 나타난다. 중추신경계통에 침입합으로써 바이러스가 얻는 이익에 대해선 알려지지 않았으며, 단순히 위장관 감염의 부수적 현상으로 추정될 뿐이다. 중추신경계통으로 전파되는 기작에 대해선 알려진 바가 거의 없으나, 성별, 나이, 사회경제적 위치와 무관한 것으로 보아 이 역시 우연히 일어나는 것으로 보인다.

## 기타
소아마비 장애인에 맞게 만들어진 자동차가 있어 소아마비 장애인도 비장애인과 똑같이 정상적으로 자동차 운전을 할 수 있다.

## 같이 보기
- 소아마비 백신

## 참고 문헌
- Kluger Jefferey (2004). 《Splendid Solution: Jonas Salk and the Conquest of Polio》. New York: G. P. Putnam's Sons. ISBN 978-0-399-15216-0.
- Oshinsky, David M. (2005). 《Polio: An American story》. Oxford: Oxford University Press. ISBN 978-0-19-515294-4. polio.
- Shaffer, Mary M.; Bernard Seytre (2005). 《The death of a disease: a history of the eradication of poliomyelitis》. New Brunswick, N.J: Rutgers University Press. ISBN 978-0-8135-3677-4.
- Shell, Marc (2005). 《Polio and its aftermath: the paralysis of culture》. Cambridge: Harvard University Press. ISBN 978-0-674-01315-5. polio.
- Wilson, Daniel J. (2005). 《Living with polio: the epidemic and its survivors》. Chicago: University of Chicago Press. ISBN 978-0-226-90103-9.
- Wilson, Daniel J.; Julie Silver (2007). 《Polio voices: an oral history from the American polio epidemics and worldwide eradication efforts》. New York: Praeger. ISBN 978-0-275-99492-1.